# 금병초등학교 혈동분교
금병초등학교 혈동분교는 대한민국 강원특별자치도 춘천시 신동면 혈동고개길 180-5 (혈동리)에 있었던 공립 초등학교이다.

## 연혁
- 1966.05.10 광판국민학교 혈동분실 설립
- 1996.11.11 혈동국민학교로 승격
- 1983.03.01 금병국민학교 혈동분교장으로 격하
- 1998.03.01 폐교 (금병초등학교로 통합)